# Delano a Cohen
Delano a Cohen (Vlaardingen, 17 februari 1991) is een Nederlands voormalig profvoetballer die als verdediger speelde. Hij speelde onder andere vijf wedstrijden voor Almere City.

## Carrière
In de jeugd kwam hij uit voor Sparta Rotterdam en Excelsior. In de winter van het seizoen 2010/11 werd hij door Excelsior uitgeleend aan Almere City, waar hij in totaal vijf wedstrijden speelde. Op 18 februari 2011 scoorde hij het enige doelpunt in een met 1-2 verloren wedstrijden tegen FC Dordrecht. Nadat een doorbraak in het profvoetbal bij Excelsior en Almere City uitbleef maakte A Cohen naam in het amateurvoetbal, onder andere bij BVV Barendrecht en Quick Boys.
Medio 2023 werd hij assistent-trainer van Thomas Duivenvoorden bij Quick Boys. In die periode reikte de club ver in de KNVB Beker-seizoenen en wisten onder andere te stunten tegen NAC Breda, De Graafschap en Almere City. In het seizoen 2024/25 werd hij kampioen met de club. Medio 2025 ging hij aan de slag als hoofdtrainer bij de Vlaardingse tweedeklasser VFC.

## Statistieken
| Seizoen | Club              | Competitie     | Competitie | Competitie | Beker | Beker | Overig | Overig | Totaal | Totaal |
| Seizoen | Club              | Competitie     | Wed.       | Dlp.       | Wed.  | Dlp.  | Wed.   | Dlp.   | Wed.   | Dlp.   |
| ------- | ----------------- | -------------- | ---------- | ---------- | ----- | ----- | ------ | ------ | ------ | ------ |
| 2010/11 | Almere City FC    | Eerste divisie | 5          | 1          | 0     | 0     | 0      | 0      | 5      | 1      |
| 2013/14 | BVV Barendrecht   | Topklasse      | 16         | 5          | 0     | 0     | 0      | 0      | 16     | 5      |
| 2016/17 | K.v.v. Quick Boys | Derde divisie  | 16         | 3          | 0     | 0     | 0      | 0      | 16     | 3      |
| 2017/18 | K.v.v. Quick Boys | Derde divisie  | 33         | 3          | 2     | 0     | 0      | 0      | 35     | 3      |
| 2018/19 | BVV Barendrecht   | Derde divisie  | 25         | 2          | 1     | 0     | 0      | 0      | 26     | 2      |
| 2019/20 | BVV Barendrecht   | Derde divisie  | 4          | 0          | 0     | 0     | 0      | 0      | 4      | 0      |
| Totaal  | Totaal            | Totaal         | 99         | 14         | 3     | 0     | 0      | 0      | 102    | 14     |

## Erelijst

### Speler
| Nationaal              |    |           |
| Zaterdag Hoofdklasse B | 1x | 2015/2016 |

### Trainer
| Nationaal      |    |         |
| Tweede Divisie | 1x | 2024/25 |